# Honoré Sébastien Vial de Clairbois
Honoré Sébastien Vial de Clairbois (Paris, 27 mars 1733 - Brest, 20 décembre 1816) est un marin, militaire, ingénieur naval et historien de la Marine français.

## Biographie
Fils d'un marchand tailleur d'habits, il s'engage comme volontaire dans la marine commerciale en 1750 et voyage aux Antilles par deux fois, en Morée et à Terre-Neuve durant quatre années. En 1754, il passe dans l'armée de terre et sert au régiment de Joyeuse-Infanterie puis à celui de Vaubécour (1756) avant de rejoindre les grenadiers de France où il se lie avec le maréchal de Broglie qui devient son protecteur, lors de la campagne de Hanovre. 
Au moment où le maréchal est disgracié, en 1760, il doit quitter l'armée et se concentre alors sur l'étude des constructions navales et établit à Brest une manufacture de voiles. 
En 1776, il publie un Essai géométrique et pratique sur l'architecture navale qui le fait remarquer. Recommandé par Borda et Bezout, il est admis comme sous-ingénieur constructeur à Brest en janvier 1777. En 1781, il édite de nombreuses notes et une traduction du Traité de la construction des vaisseaux de Frédéric Henry de Chapman. 
Ingénieur ordinaire (octobre 1783), il publie en 1787 son Traité élémentaire de la construction des vaisseaux à l'usage des élèves constructeurs qui devient un ouvrage de référence. 
Élu à l'Académie de marine en 1785, il est détaché au martelage des bois en Bretagne, en Anjou et dans le Maine de juin 1788 à octobre 1792, date à laquelle il est nommé sous-chef d'administration pour les mouvements du port de Brest. 
Directeur des constructions à Lorient (mars 1796), il devient en février 1798, chef du 4e arrondissement forestier à Rouen puis, en mars 1800, directeur de l’École des ingénieurs constructeurs à Brest, poste qu'il occupe jusqu'à sa retraite en juillet 1810. 

## Œuvres
Outre les ouvrages cités, on lui doit aussi les quatre volumes Marine de l' Encyclopédie méthodique.
- Traité de la construction des vaisseaux. Avec des éclaircissements & démonstrations touchant l'ouvrage intitulé: Architectura Navalis Mercatoria, & C. Traduit du suédois, publié avec quelques notes et additions.. par M. Honoré Sébastien Vial de Clairbois. Brest, Malassis, 1781 (en ligne)..